# Hernán Guzmán Ipuz
Hernán Darío Guzmán Ipuz (ur. 6 listopada 1993) – kolumbijski zapaśnik w stylu wolnym. Zajął czternaste miejsce na mistrzostwach świata w 2015 roku. 
Piąty na igrzyskach panamerykańskich w 2015 i siódmy w 2019. Wicemistrz panamerykański w 2018. Złoty medal na igrzyskach Ameryki Południowej w 2014 i 2018. Triumfator mistrzostw Ameryki Płd. w 2012, 2013 i 2016. Srebrny medal na igrzyskach boliwaryjskich w 2013 i trzeci w 2017 roku.